# مردم سمنانی
مردم سمنانی یا مردم کومشی یا کومسی یا قومسی به مردم بومی شهرستان‌های سمنان، سرخه، دامغان و شاهرود گفته می‌شود که عده ای از آن‌ها به یکی از گویش‌های زبان کومشی گویش می‌کنند. قوم کومش، کومش گستره جنوب البرز است، از قدیم الایام ساکنان این منطقه کومشی می‌گفتند این منطقه در تقسیمات کشوری ایران با نام سمنان شناخته می‌شود.
امروزه گویش کومشی تنها در شهرستان سمنان، سرخه و مهدی‌شهر و نواحی افتر، لاسجرد، بیابانک و ده نمک گویش می‌شود و در دیگر نواحی آن زبان فارسی و تاتی و مازندرانی رایج است. به اعتقاد زبانشناسان از منطقه سمنان تا گرمسار هیچ گونه بومی از زبان فارسی شناخته نشده است و شهر سمنان و روستاهای اطراف سمنان گویش کومشی خود را حفظ نموده‌اند. عبدالله مقدسی مردم کومش را نه فارس و نه تازی می‌داند و در وصف زبان مردم کومش چنین می‌گوید: «زبان کومش و گرگان به هم نزدیک است. ها بکار می‌برند و می‌گویند هاکن و هاده و آن را حلاوتی‌ست، و زبان مردم طبرستان بدانها نزدیک است مگر در آن شتاب است». پس از فتح ایران توسط اعراب لفظ کومش به قومس تغییر کرد و از آن پس به ولایت کومش قومس گفته می‌شد و به مردم بومی آن قومسی گفته می‌شد. امروزه مردم مازندران و گیلان و گلستان به اهالی سمنان کومشی می‌گویند. اکثر مردم سمنان خود را قومسی و کومشی می‌نامیدند.

## محدوده کومش

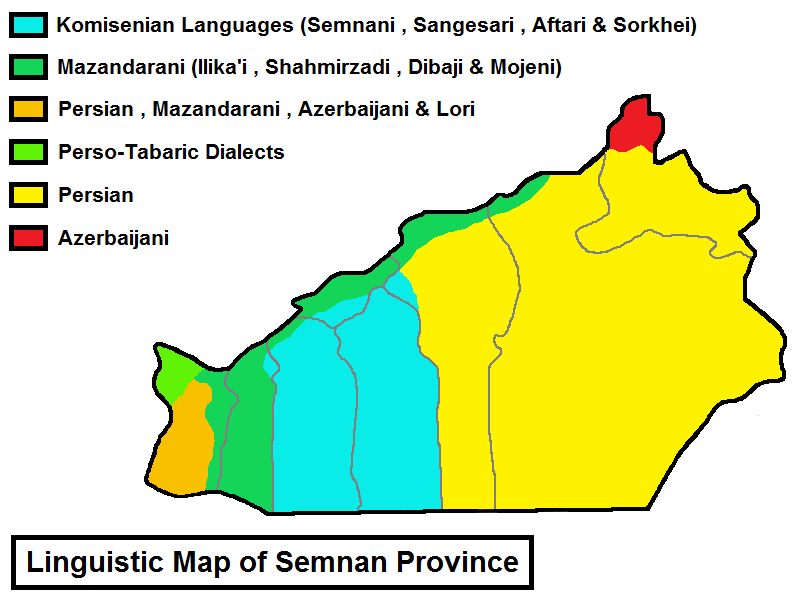
نقشهٔ زبانی استان سمنان: رنگ آبی زبان‌های کومشی (سمنانی، سنگسری، افتری و سرخه‌ای) - رنگ سبز تیره زبان مازندرانی (الیکایی، شهمیرزادی، دیباجی و مجنی) - رنگ نارنجی (زبان‌های فارسی، مازندرانی، آذربایجانی و لری) - رنگ سبز روشن گویش‌های فارسی-مازندرانی (ایوانکی) - رنگ زرد زبان فارسی - رنگ قرمز آذربایجانی

سرزمین «کومس» که حدود آن را از گرمسار تا بیارجمند می‌دانند، سرزمینی است که در شمال ایران و در شرق ری واقع بوده است. شاهراه بزرگ خراسان که از ری، در ناحیه جبال می‌آمد و به نیشابور در خراسان منتهی می‌گردید از سراسر ایالت قومس می‌گذشت و همه شهرهای مهم قومس سر این راه واقع بود. جغرافی‌نویسان عرب بخشی از شاهراه بین آبادی‌های کنونی عباس‌آباد و لاسگرد دهستانی در شهرستان سرخه را جزء ولایت جداگانه‌ای به نام قومس دانسته‌اند. به گفتهٔ یاقوت حموی قومس معرب کومسی است و سرزمینی است پهناور و مشتمل بر شهرها و ده‌ها و کشتزارها که در دامنه کوهستان طبرستان قرار دارد و شهر مشهور آن دامغان است که در میان ری و نیشابور واقع شده و از شهرهای مشهور آن بسطام، بیار و سمنان است.